# Залізничний транспорт України (журнал)
«Залізничний транспорт України» — український науково-практичний журнал, присвячений питанням залізничного транспорту. Виходить з періодичністю чотири рази на рік, заснований у 1996 році. Статті публікуються мовою оригіналу.

## Загальні відомості
Журнал «Залізничний транспорт України» видається з травня 1996 року (реєстраційне свідоцтво КВ № 1429 від 10.05.1995). Видавцем журналу є філія  АТ «Укрзалізниця» - «Науково-дослідний та конструкторсько-технологічний інститут залізничного транспорту» (філія «НДКТІ» АТ «Укрзалізниця»). Попередній видавець — редакція газети «Магістраль»). Засновник видання —  Державна адміністрація залізничного транспорту України, правонаступником якої є акціонерне товариство «Українська залізниця» (АТ «Укрзалізниця»).
Згідно наказу Міністерства освіти та науки України від 11.07.2019 № 975 видання внесено до Переліку наукових фахових видань України, в яких  можуть публікуватися результати дисертаційних робіт на здобуття наукових ступенів доктора наук та доктора філософії.
Статті, опубліковані в журналі «Залізничний транспорт  України», вносяться до загальнодержавної реферативної  бази даних "Україніка наукова" і пошукової системи Google Scholar.
Головним редактором видання є доктор технічних наук, професор Мямлін Сергій Віталійович. Попередні головні редактори — кандидат технічних наук Зайцев Володимир Олександрович, доктор технічних наук, професор Самсонкін Валерій Миколайович, кандидат економічних наук, член-кореспондент Транспортної академії України Тамара Мукмінова.
Індекси журналу в Каталозі передплатних видань України: для індивідуальних передплатників — 74126, для підприємств та організацій — 40294.
Електронні версії випусків журналу знаходяться на репозитарному зберіганні у Національній бібліотеці України імені В.І. Вернадськогота і представлені на порталі в інформаційному ресурсі «Наукова періодика України».